# Pseudomyrmex perboscii
Pseudomyrmex perboscii är en myrart som först beskrevs av Guérin-Méneville 1844.  Pseudomyrmex perboscii ingår i släktet Pseudomyrmex och familjen myror. Inga underarter finns listade i Catalogue of Life.

## Bildgalleri

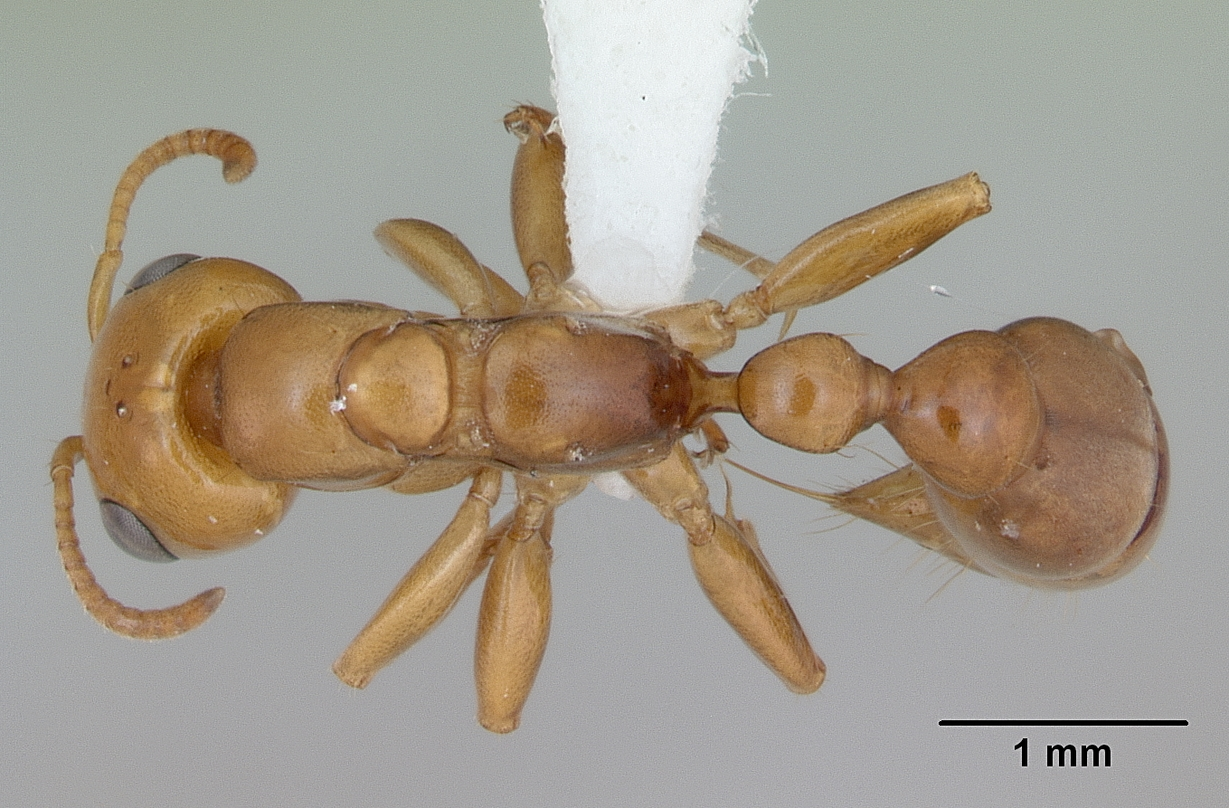
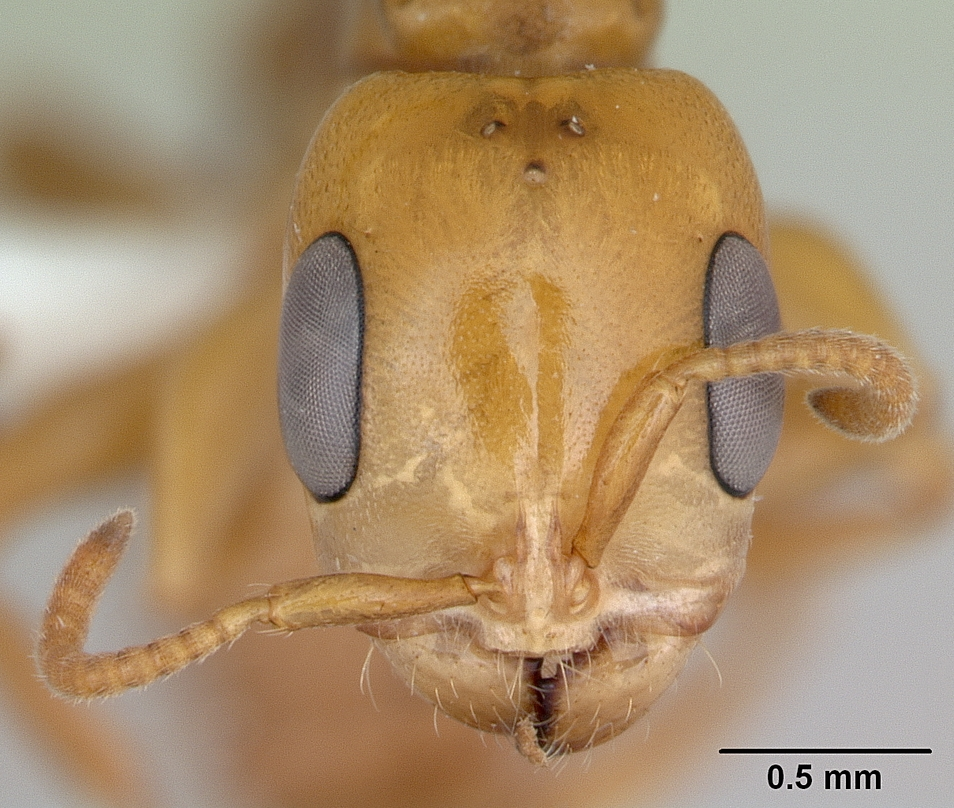
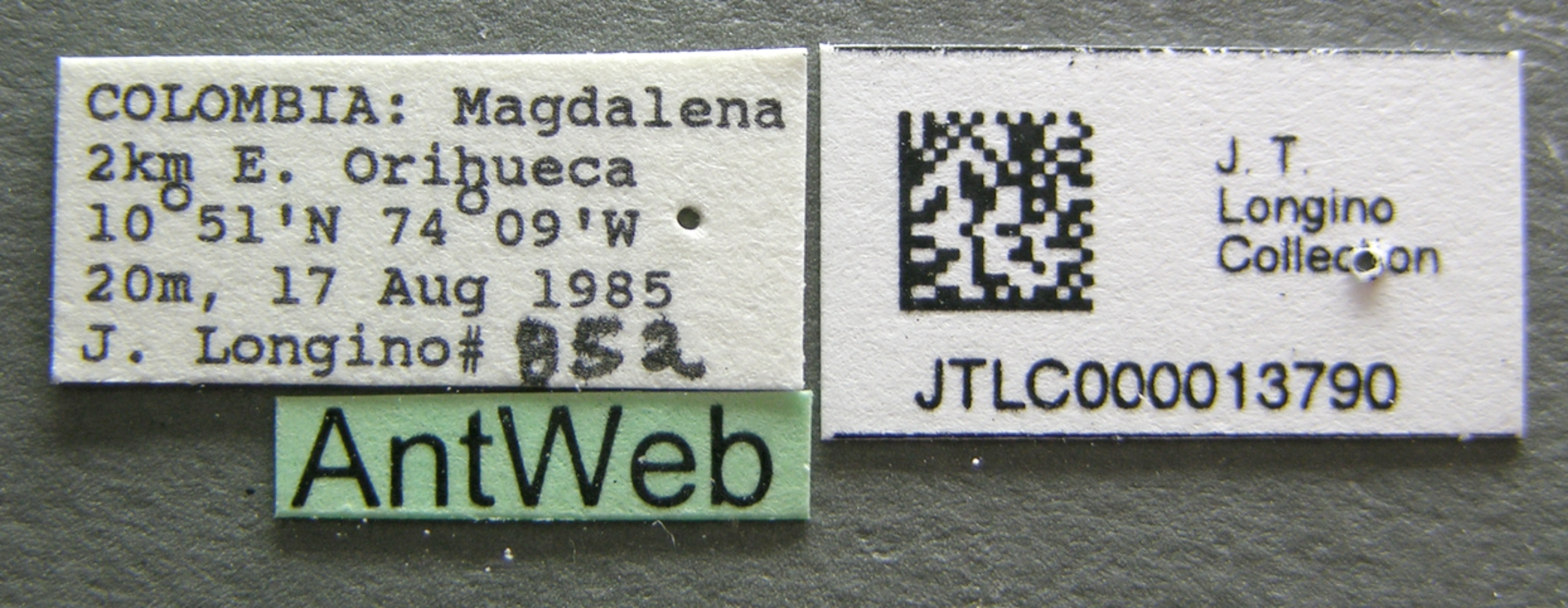
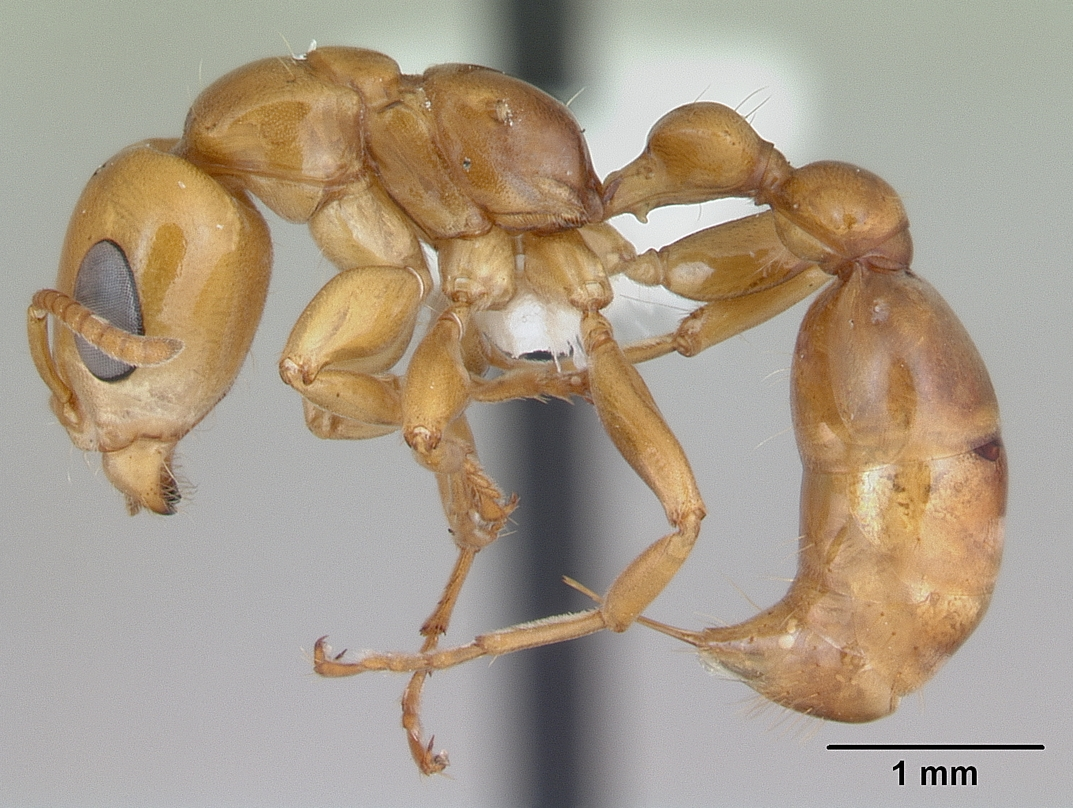